# Caroline Goodall
Pour les articles homonymes, voir Goodall.
Caroline Goodall est une actrice anglaise, née le 13 novembre 1959 à Londres (Royaume-Uni).
Au cinéma, elle joue dans les films : Hook, Cliffhanger : Traque au sommet, L'Étalon d'argent, La Liste de Schindler, Harcèlement, Lame de fond, Princesse malgré elle, Un mariage de princesse, Le Voleur de Venise, Le Portrait de Dorian Gray, Sans issue, Nymphomaniac, Haute Couture et Hitman and Bodyguard 2.
À la télévision, elle a fait des apparitions dans les séries : Hercule Poirot, Code Quantum,  Au-delà du réel : l'aventure continue, Alias, Les Experts, Inspecteur Barnaby, Les Enquêtes de Morse, The Crown et Berlin Station.

## Filmographie

### Cinéma
- 1986 : Every Time We Say Goodbye : Sally
- 1991 : Hook ou la Revanche du capitaine Crochet (Hook) de Steven Spielberg : Moira Banning
- 1993 : Cliffhanger : Traque au sommet (Cliffhanger) de Renny Harlin : Kristel, Jetstar Pilot
- 1993 : L'Étalon d'argent (The Silver Brumby) : Elyne Mitchell
- 1993 : La Liste de Schindler (Schindler's List) de Steven Spielberg : Émilie Schindler
- 1994 : Harcèlement (Disclosure) de Barry Levinson : Susan Hendler
- 1995 : Les Épées de diamant (Diamond Swords) : Liv Gustavson
- 1995 : Hotel Sorrento : Meg Moynihan
- 1996 : Lame de fond (White Squall) de Ridley Scott : Dr Alice Sheldon
- 1997 : Casualties : Annie Summers
- 1999 : The Secret Laughter of Women : Jenny Field
- 2000 : Harrison's Flowers (Harrison's Flowers) : Johanna Pollack
- 2001 : Princesse malgré elle (The Princess Diaries) : Helen Thermopolis
- 2003 : Le Mystificateur (Shattered Glass) : Mme Duke
- 2003 : eASY : Sandy
- 2004 : Esprit libre (Chasing Liberty) : Michelle Foster
- 2004 : Un mariage de princesse (The Princess Diaries 2: Royal Engagement) : Helen, la mère de Mia
- 2004 : Haven
- 2005 : River's End : Sarah Watkins
- 2005 : The Chumscrubber : Mrs. Parker
- 2006 : Le Voleur de Venise : Ida
- 2009 : Le Portrait de Dorian Gray : Lady Radly
- 2012 : Sans issue (The Cold Light of Day) de Mabrouk El Mechri
- 2012 : Mental de Paul John Hogan
- 2013 : Nymphomaniac de Lars von Trier : la psychologue
- 2013 : Puzzle (Third Person) : Dr Gertner
- 2014 : Une seconde chance (The Best Of Me) de Michael Hoffman : Evelyn
- 2015 : Haute Couture (The Dressmaker) de Jocelyn Moorhouse : Elsbeth Beaumont
- 2016 : Un chat pour la vie (A Street Cat Named Bob) de Roger Spottiswoode : Mary
- 2018 : Hunter Killer de Donovan Marsh
- 2020 : La Baie du silence (The Bay of Silence) de Paula van der Oest : Marcia
- 2021 : Hitman and Bodyguard 2 (The Hitman's Wife's Bodyguard) de Patrick Hughes : Crowley

### Télévision
- 1978 : The Moon Stallion : Estelle
- 1982 : Charles & Diana: A Royal Love Story : Ann Bolton
- 1989 : After the War : Sally Raglan
- 1989 : Cassidy : Charlie Cassidy
- 1990 : Vengeances de femmes (Ring of Scorpio) : Helen Simmons
- 1990 : Les Ailes des héros (The Great Air Race) : Amy Johnson
- 1990 : Hercule Poirot (série télévisée, saison 2, épisode 9 : L'Aventure de l'Étoile de l'Ouest) : Lady Yardly
- 1991 : Code Quantum (série télévisée, saison 4, épisode 7 : Singe et astronaute) : Dr Leslie Ashton
- 1993 : The Webbers : Karen James
- 1993 : Royal Celebration : Mandy
- 1996 : The Sculptress : Rosalind 'Roz' Leigh
- 1998 : A Difficult Woman : Dr Anne Harriman
- 1998 : Au-delà du réel : l'aventure continue (Épisode 4.21 : "La terre promise") : Rebecca
- 1998 : Rhapsody in Bloom : Debra Loomis
- 1998 : Opernball (de) : Heather Frazer
- 1999 : Le Grain de sable (Trust) : Anne Travers
- 1999 : Sex 'n' Death  : Bella
- 2000 : Love and Murder  : Sally Love
- 2001 : Les Brumes d'Avalon (The Mists of Avalon) : Igraine
- 2002 : Mrs. Jones (Me & Mrs Jones) : Laura Bowden
- 2004 : Les Experts : (série télévisée, saison 6, épisode 6) : Dr. Emily Ryan
- 2004 : Alias : (série télévisée, saison 5, épisode 8) : Elizabeth Powell
- 2013 : The White Queen : Cécile Neville, Duchesse d'York
- 2014 : Inspecteur Barnaby (saison 16, épisode 5 "Les meurtres de Copenhague") : Penelope Calder
- 2016 : Berlin Station (série télévisée) : Kelly Frost
- 2016 : The Crown (série télévisée, saison 1, épisode 8 "Pride & Joy"): Lady Doris Vyners
- 2017 : The White Princess : Cécile Neville, Duchesse d'York
- 2018 : Les Enquêtes de Morse (saison 5 - épisode 4) : Lady Bayswater

## Voix francophones
En France
| - Martine Irzenski dans : - Esprit libre - Sans issue - Inspecteur Barnaby (série télévisée) - Berlin Station (série télévisée) - Oiseaux de paradis - Juliette Degenne dans : - La Liste de Schindler - Lame de fond - Véronique Augereau dans : - Casualties - Génération Rx | Et aussi - Françoise Cadol dans Hook ou la Revanche du capitaine Crochet - Frédérique Cantrel dans Cliffhanger : Traque au sommet - Dominique Dumont dans Les Brumes d'Avalon (mini-série) - Martine Meirhaeghe (*1949 - 2016) dans Princesse malgré elle - Anne Massoteau dans Un mariage de princesse - Josiane Pinson dans Alias (série télévisée) - Dominique Lelong dans Inspecteur Barnaby (série télévisée) - Marie-Martine dans The Good Wife (série télévisée) - Liliane Patrick dans The White Queen (mini-série) - Micheline Goethals (Belgique) dans Puzzle - Denise Metmer dans The White Princess (mini-série) - Micky Sébastian dans Hitman and Bodyguard 2 - Blanche Ravalec dans Nautilus (série télévisée) |